# W.F.O.
W.F.O. – siódmy album studyjny amerykańskiej grupy muzycznej Overkill. Wydawnictwo ukazało się 15 lipca 1994 roku nakładem wytwórni muzycznej Atlantic Records. Nagrania zostały zarejestrowane pomiędzy kwietniem a majem 1994 roku w Ambient Recording Co w Stamford w Connecticut w USA. Płyta dotarła do 93. miejsca niemieckiej listy sprzedaży Media Control Charts.

## Lista utworów
Opracowano na podstawie materiału źródłowego.
1. "Where It Hurts" – 5:33
2. "Fast Junkie" – 4:21
3. "The Wait/New High in Lows" – 5:46
4. "They Eat Their Young" – 4:57
5. "What's Your Problem?" – 5:10
6. "Under One" – 4:14
7. "Supersonic Hate" – 4:17
8. "R.I.P. (Undone)" – 1:43
9. "Up to Zero" – 4:07
10. "Bastard Nation" – 5:38
11. "Gasoline Dream" – 6:49

## Twórcy
Opracowano na podstawie materiału źródłowego.
| - Bobby "Blitz" Ellsworth – wokal prowadzący - D.D. Verni – gitara basowa, wokal wspierający - Merrit Gant – gitara elektryczna - Rob Cannavino – gitara elektryczna, gitara akustyczna, wokal wspierający - Tim Mallare – perkusja - Doug Cook – instrumenty klawiszowe | - Tom Bender – inżynieria dźwięku - Doug Cook – inżynieria dźwięku - Howie Weinberg – mastering - Hilary Carlson – oprawa graficzna - Joe Verni – oprawa graficzna - Daniel Hastings – zdjęcia |